# Kudrovo
Kudrovo (russisk: Кудрово) er en by i den europæiske del af Rusland. Den er forstad til Sankt Petersborg og har et indbyggertal på 66.310 (2024) indbyggere.
Kudrovo ligger øst for og umiddelbart op til Sankt Petersborg. Byen var tidligere en landsby men blev intensivt udbygget som forstad til Sankt Petersborg siden 2010. Den fik bystatus i 2018. Kudrovo ligger i Vsevolozjsk rajon i Leningrad oblast.